# Encalypta novae-valesiae
Encalypta novae-valesiae là một loài rêu trong họ Encalyptaceae. Loài này được Hampe mô tả khoa học đầu tiên năm 1872.